# Kępa Ośnicka
Kępa Ośnicka – nieistniejąca już osada w Polsce położona w województwie mazowieckim, w powiecie płockim, w gminie Słupno na obszarze jednej z największych wysp wiślanych.
W latach 30. XX wieku na Kępie Ośnickiej znajdowało się siedem gospodarstw rolnych. Po II wojnie światowej mieszkańców wysiedlono.
W latach 1975–1998 miejscowość należała administracyjnie do województwa płockiego.